# Victor Rafael
Victor Rafael Nørgaard (født 19. august 1993 i Aalborg, Danmark) er en dansk fodboldspiller, der spiller som kant/offensiv midtbanespiller i Danmarksserien Nørresundby FB.